# 暴風雨詩刊
暴風雨詩刊，1970年代在台灣發行的現代詩刊。該刊在1971年7月1日屏東縣創刊，由沙穗、連水淼、張堃、鄧育昆等人組織詩社。該刊在1973年7月停刊。

## 資料來源
1. ↑  文訊雜誌社/編輯，《光復後台灣地區文壇大事記要(增訂本)》，台北市：文建會，1995年6月2版。